# Ergys Kaçe
Ergys Kaçe (Korçë, 8 de julho de 1993) é um futebolista profissional albanês que atua como meia, atualmente defende o FK Panevėžys.

## Carreira
Ergys Kaçe fez parte do elenco da Seleção Albanesa de Futebol da Eurocopa de 2016.